# Jugur, Argeș
Jugur este un sat în comuna Poienarii de Muscel din județul Argeș, Muntenia, România. Este situat la aproximativ 15 kilometri de municipiul Câmpulung Muscel care este cel mai aproapiat oraș.
Satul Jugur este atestat documentar încă din 05 august 1462.